# 棘上筋
棘上筋（きょくじょうきん、英語: supraspinatus muscle）は、上肢帯筋のひとつである。肩甲骨の棘上窩、棘上筋膜の内面から起始し、肩峰の下を外方へ走り、上腕骨大結節の上部へ停止する。作用は、肩関節の外転。神経は、肩甲上神経C5・C6である。
棘下筋、肩甲下筋、小円筋と共に回旋筋腱板（ローテーターカフ）を形成している。